# Edith Stein

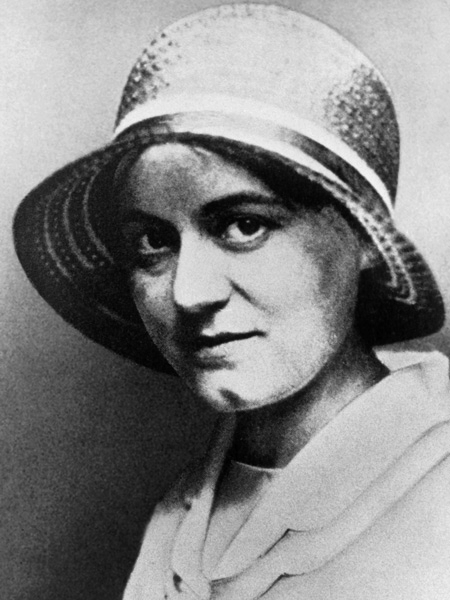
Edith Stein, um 1920

Edith Stein, Ordensname Teresia Benedicta a Cruce OCD oder Teresia Benedicta vom Kreuz (* 12. Oktober 1891 in Breslau; † 9. August 1942 im KZ Auschwitz-Birkenau), war eine deutsche Philosophin und Frauenrechtlerin jüdischer Herkunft. Edith Stein wurde 1922 durch die Taufe in die katholische Kirche aufgenommen. 1933 trat sie in den Orden der Unbeschuhten Karmelitinnen ein. Sie gilt als Brückenbauerin zwischen Christen und Juden.
In der Zeit des Nationalsozialismus wurde Stein „als Jüdin und Christin“ zum Opfer des Holocaust. In der katholischen Kirche wird sie als Heilige und Märtyrerin verehrt, Teilen der evangelischen Kirche gilt sie als Glaubenszeugin. Ihr römisch-katholischer und evangelischer Gedenktag ist der 9. August.
Papst Johannes Paul II. sprach Stein am 1. Mai 1987 selig und am 11. Oktober 1998 heilig.

## Leben

### Kindheit, Ausbildung und philosophische Arbeiten

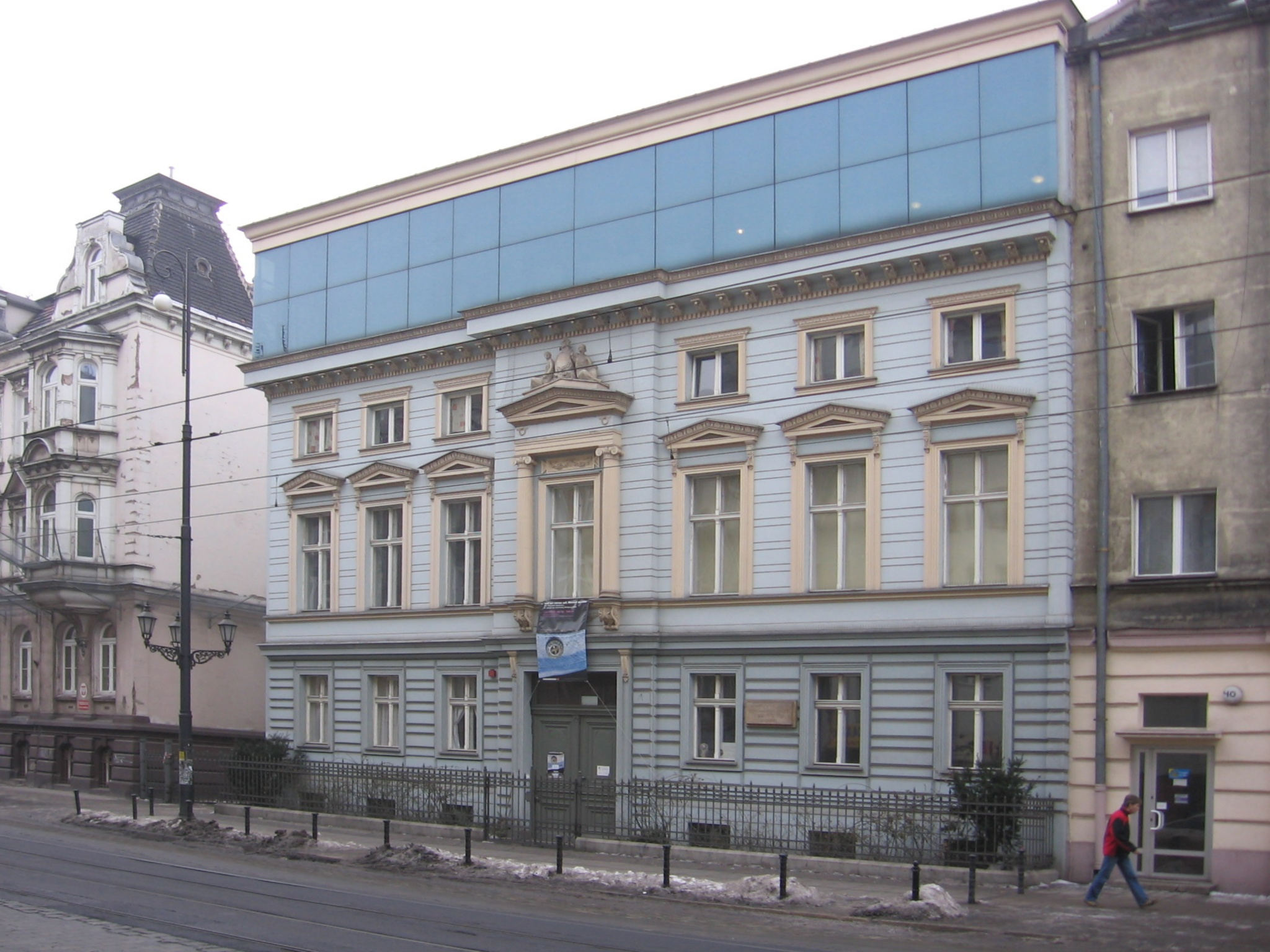
Breslau, Nowowiejskastraße 38: das Haus in der ehemaligen Michaelisstraße, in dem die Familie Stein wohnte, 2006

Edith Stein wurde als jüngstes von elf Kindern in eine jüdisch-orthodoxe Familie geboren. Vier der Geschwister waren bereits vor Ediths Geburt verstorben. Ihr Vater, der Kaufmann Siegfried Stein, starb, als Edith etwa ein Jahr alt war. Die Mutter Auguste Stein, geborene Courant, führte den Holzhandel weiter und ermöglichte allen Kindern eine solide Ausbildung.

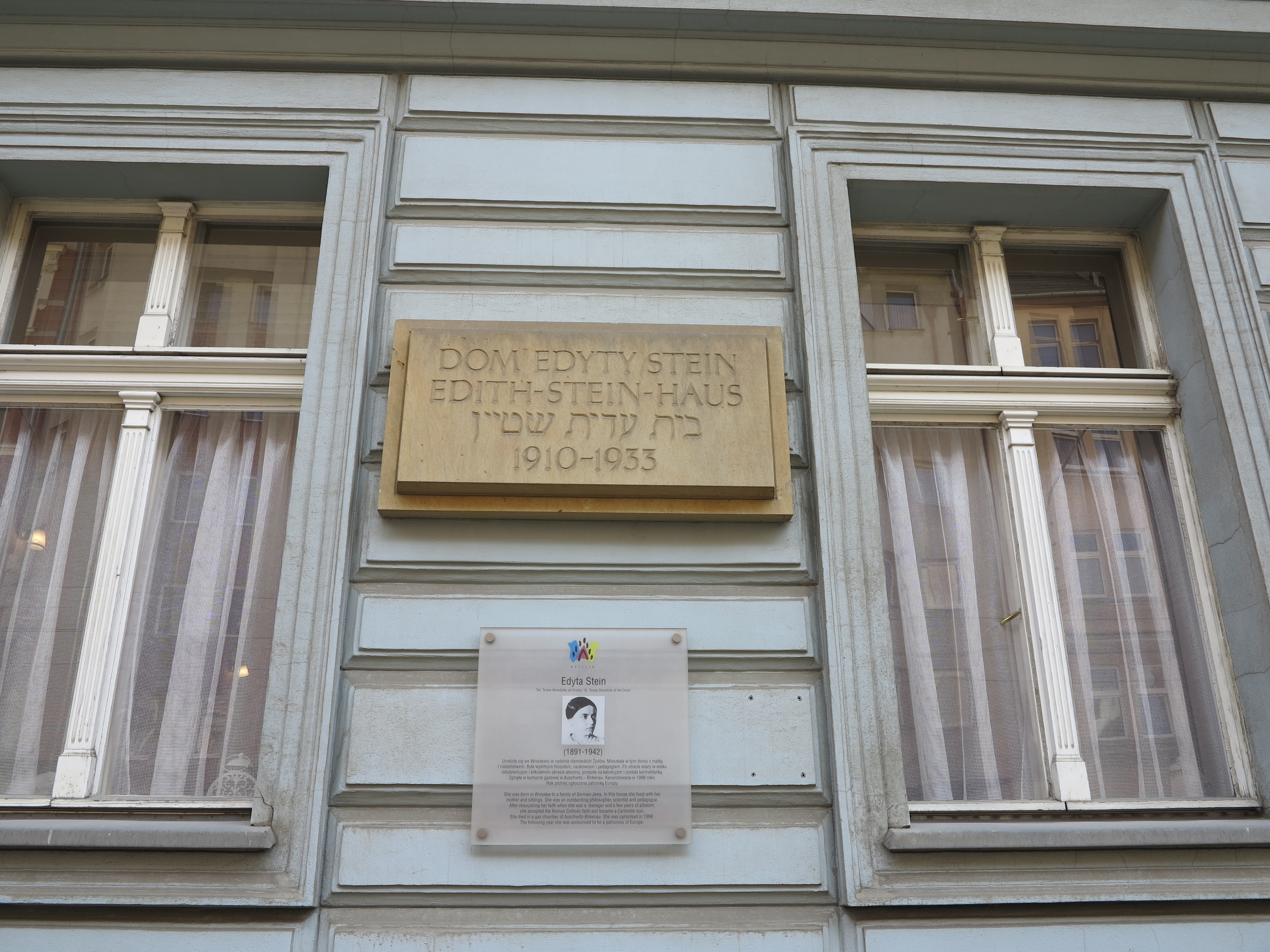
Gedenktafel am Edith-Stein-Haus in Wrocław

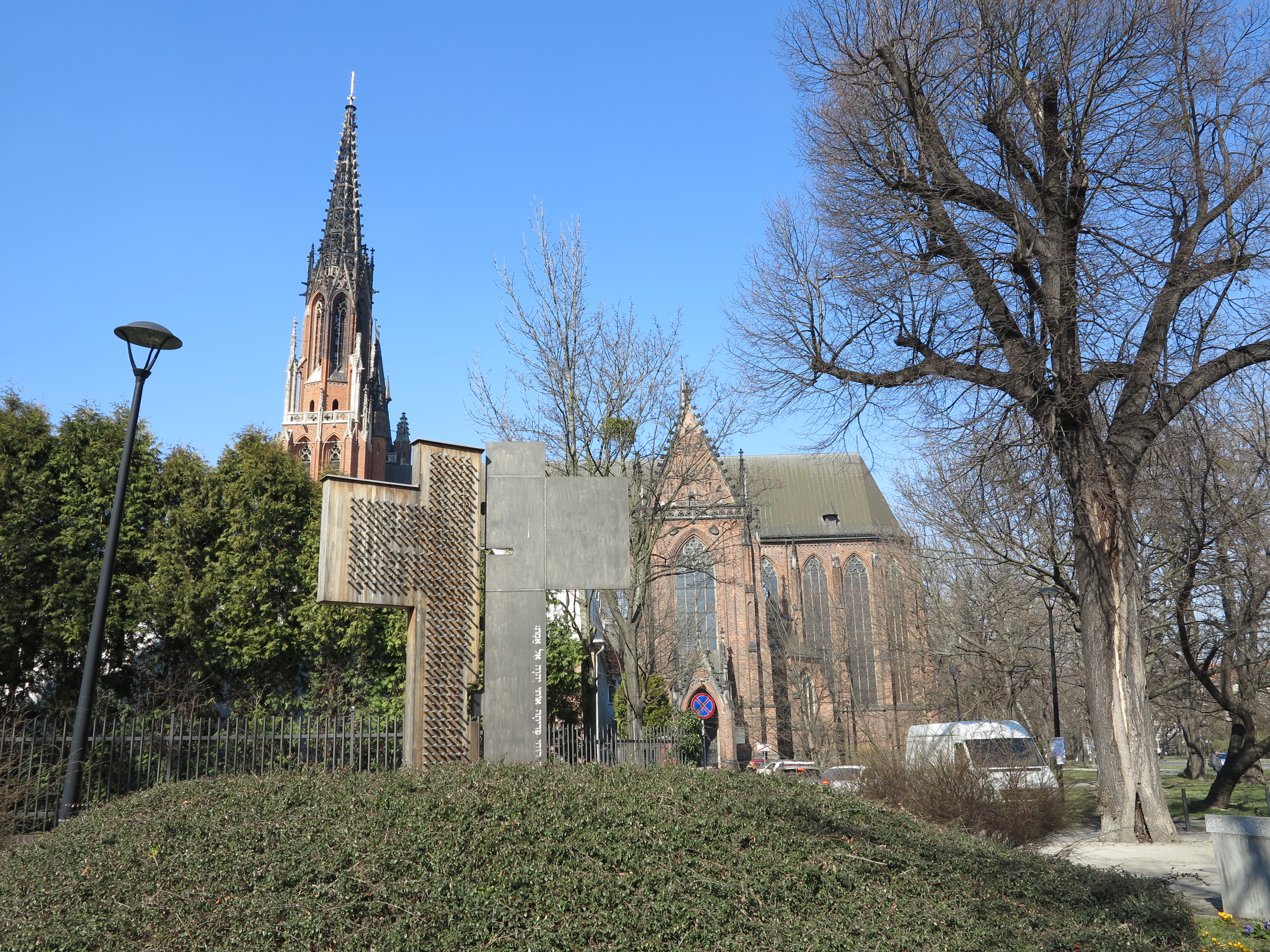
Friedenskreuz zu Ehren der Hl. Teresa vom Kreuz – Edith Stein

Nach neun Schuljahren verließ Edith Stein als begabte Schülerin 1906 vorzeitig das zehnjährige Lyzeum in Breslau und half fast ein Jahr lang in Hamburg ihrer ältesten Schwester Else Gordon (* 1876 in Gleiwitz, Oberschlesien; † 1956 in Bogota, Kolumbien), die zwei Kinder hatte. Zu der religiösen Tradition ihres Elternhauses entwickelte die junge Edith Stein ein kritisches Verhältnis und verstand sich zeitweilig als Atheistin. Zurück in Breslau, finanzierte die Mutter kurze Zeit Privatunterricht, so dass Edith 1908 nach einer Prüfung, ohne die 10. Klasse absolviert zu haben, in die 11. Klasse des Gymnasiums aufgenommen wurde und dort 1911 ein sehr gutes Abitur ablegte.
An der Universität Breslau begann sie anschließend ein Lehramtsstudium und belegte die Fächer Psychologie, Philosophie, Geschichte und Germanistik. Sie wollte schon damals, wie sie rückblickend schrieb, der „Menschheit dienen“. Später studierte sie an der Universität Göttingen und in Freiburg im Breisgau, zuletzt wieder in Breslau. Nach ihrem Staatsexamen und der Doktorarbeit 1916 mit dem Thema Zum Problem der Einfühlung war sie bis 1918 wissenschaftliche Assistentin ihres Doktorvaters, des Philosophen Edmund Husserl in Freiburg. Obwohl mit Auszeichnung promoviert, wurde sie nicht zur Habilitation zugelassen. An der Universität Göttingen legte sie 1919 erfolglos die Habilitationsschrift Psychische Kausalität vor; in Breslau und Freiburg im Breisgau bewarb sie sich vergebens mit der philosophischen Abhandlung Potenz und Akt. Alle vier Versuche, zur Habilitation zugelassen zu werden, scheiterten daran, dass sie eine Frau war. Edith Stein überarbeitete und beendete die Schrift in der NS-Zeit 1936 unter dem Titel Endliches und ewiges Sein; sie konnte erst nach Kriegsende 1950 veröffentlicht werden. Die Schrift ist ein Grundriss der Ontologie. Edith Stein setzte sich darin mit dem Denken von Thomas von Aquin, Husserl und Heidegger auseinander.

### Konversion und Arbeit als Lehrerin

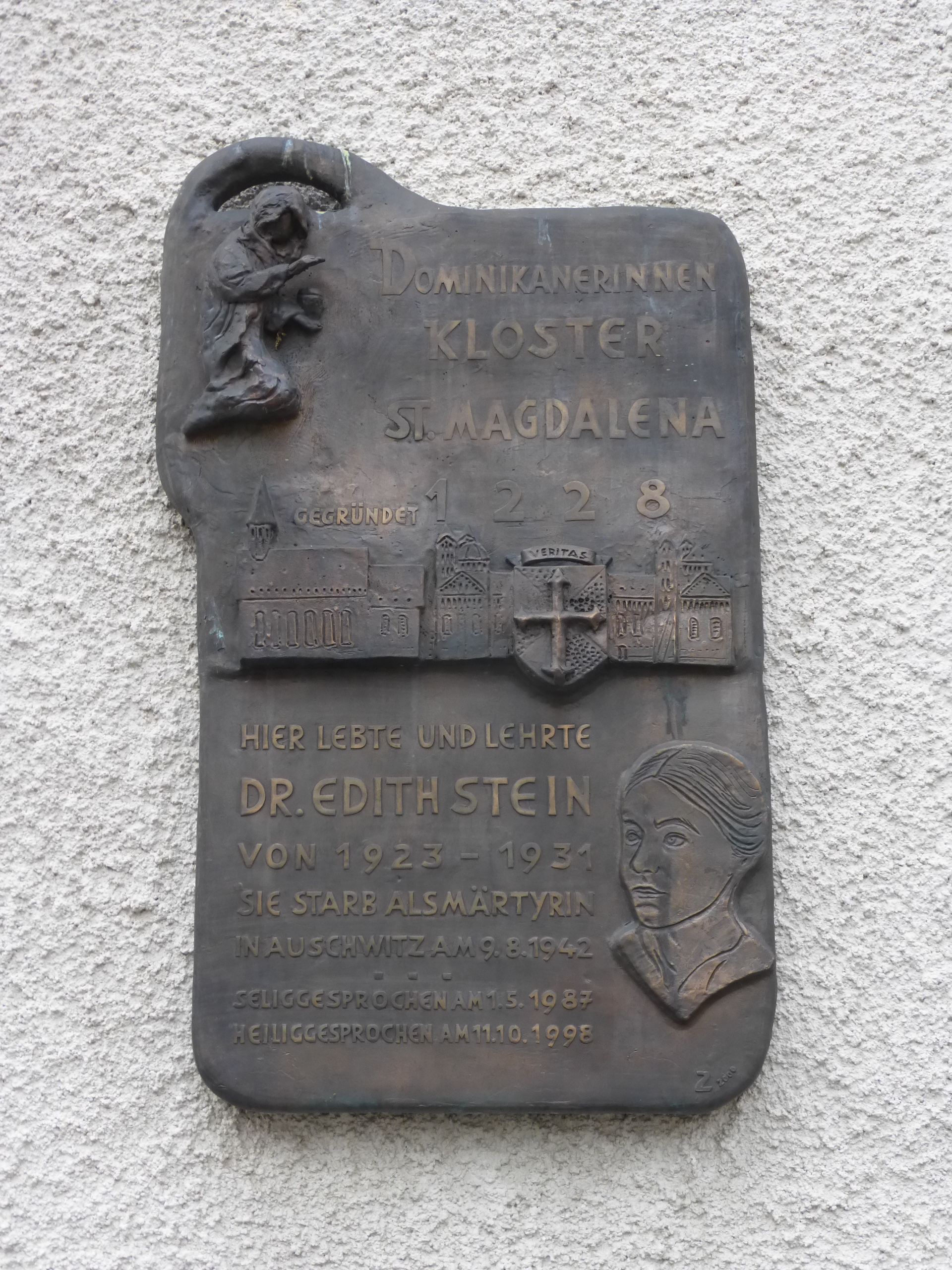
Gedenktafel für Edith Stein in Speyer

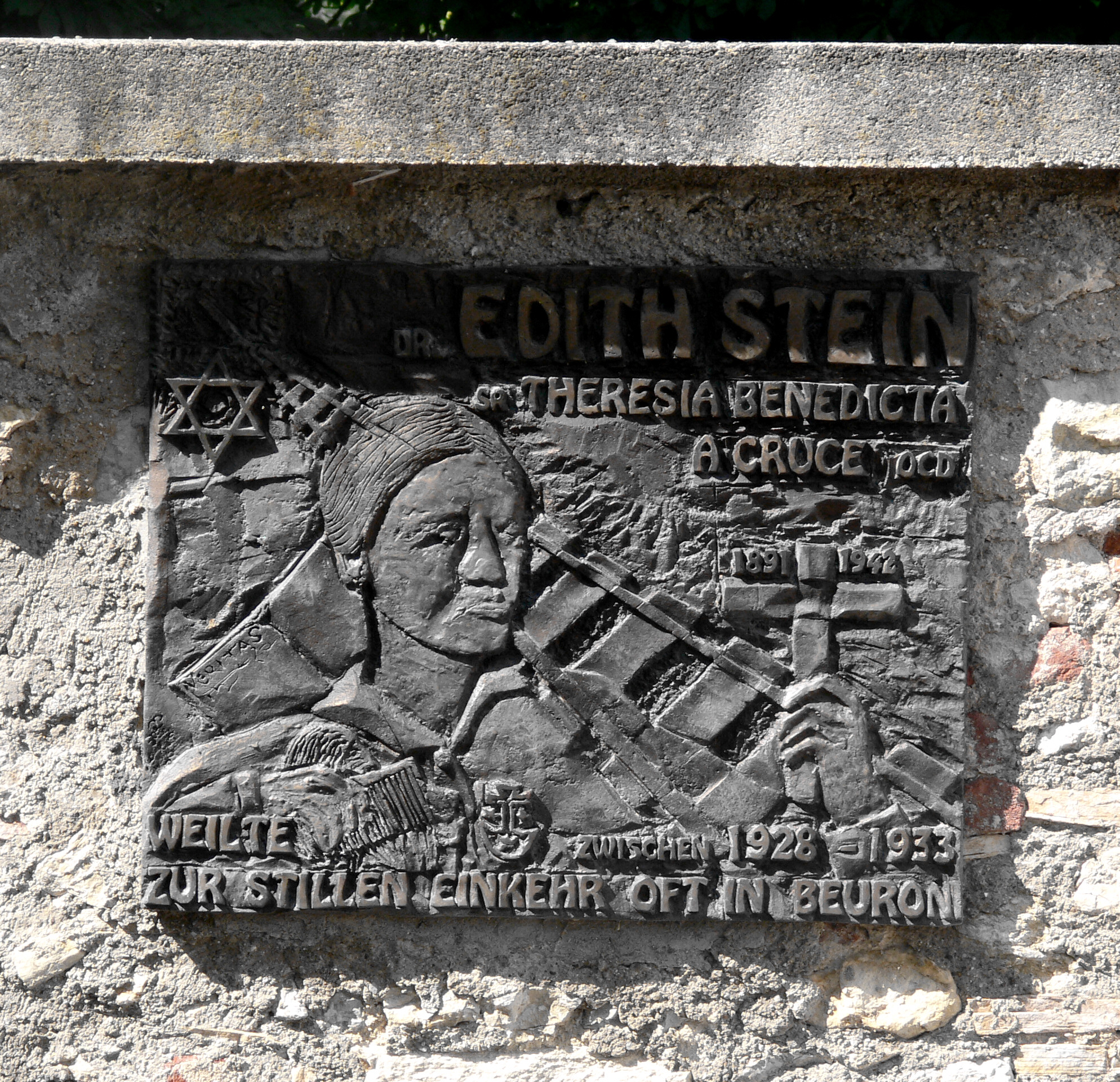
Gedenktafel für Edith Stein vor der Erzabtei St. Martin in Beuron

Den Wendepunkt im Leben Edith Steins bildete die Lektüre der Autobiographie der hl. Teresa von Ávila. Am 1. Januar 1922 wurde Edith Stein in Bad Bergzabern durch die Taufe in die römisch-katholische Kirche aufgenommen. Ostern 1923 siedelte sie in die Pfalz über, wo sie durch Vermittlung ihres geistlichen Begleiters, des Domkapitulars Joseph Schwind, eine Stelle als Lehrerin an den Schulen der Dominikanerinnen von St. Magdalena in Speyer übernahm.
Zwischen 1927 und 1933 hatte sie intensiven Kontakt zur Erzabtei Beuron; fünfzehn Aufenthalte sind nachgewiesen. Der Beuroner Erzabt Raphael Walzer hielt sie über Jahre von ihrem Plan ab, in den Karmel einzutreten, und bat sie, weiterhin und verstärkt in der Öffentlichkeit zu wirken. Daher wechselte Edith Stein 1932 zum Deutschen Institut für wissenschaftliche Pädagogik in Münster, einer katholischen Einrichtung, wo sie besonders gerne die Kirche St. Ludgeri besuchte. In Münster beschäftigte sie sich unter anderem mit dem hl. Thomas von Aquin. In dieser Zeit begegnete sie dem Philosophen Peter Wust. Edith Stein hielt Vorträge zur Frauenfrage und zu Problemen der neueren Mädchenbildung.
Sie war Mitglied im Verein katholischer deutscher Lehrerinnen.

### Beginn der Verfolgung und Eintritt in den Karmel
Nach der Machtergreifung im Januar 1933 gipfelten die immer häufigeren Ausschreitungen der Nationalsozialisten gegen die Juden am 1. April 1933 im Aufruf zum „Judenboykott“ und der dadurch erzeugten Pogromstimmung. Mitte April schrieb Edith Stein einen Brief an den damaligen Papst Pius XI., mit der Bitte, öffentlich gegen die Judenverfolgung zu protestieren:

„… Alles, was geschehen ist, und noch täglich geschieht, geht von einer Regierung aus, die sich ‚christlich‘ nennt. Seit Wochen warten und hoffen nicht nur die Juden, sondern Tausende treuer Katholiken in Deutschland – und ich denke, in der ganzen Welt – darauf, daß die Kirche Christi ihre Stimme erhebe, um diesem Mißbrauch des Namens Christi Einhalt zu tun. (…) Wir alle, die treue Kinder der Kirche sind und die Verhältnisse in Deutschland mit offenen Augen betrachten, fürchten das Schlimmste für das Ansehen der Kirche, wenn das Schweigen noch länger anhält.“

Eine Antwort aus dem Vatikan erhielt Edith Stein zwar nicht, aber der Kardinalstaatssekretär Eugenio Pacelli (der spätere Papst Pius XII.) schrieb dem Erzabt Walzer, dass der Brief pflichtgemäß dem Papst vorgelegt worden sei. Die Hoffnungen Edith Steins auf eine öffentliche Stellungnahme seitens des Vatikans wurden enttäuscht. Nur wenige Tage zuvor hatten die Verhandlungen über das Reichskonkordat begonnen, das von Hitler zwar später laufend gebrochen wurde, Hitlers Vorgehen gegen die Kirche in Deutschland jedoch auch bis zu einem gewissen Grad wirksam einschränken konnte.
Auf Druck des Naziregimes gab Edith Stein schließlich Ende April 1933 ihre Stelle in Münster auf, um das Institut vor Schaden zu bewahren. Ein dezidiertes Lehrverbot oder ein Kündigungsschreiben erhielt sie nicht.
Am 14. Oktober 1933, zur ersten Vesper des Hochfestes ihrer Namenspatronin Teresa von Ávila, trat Edith Stein mit 42 Jahren als Postulantin in den Karmel Maria vom Frieden in Köln ein und nahm zur Einkleidung ein halbes Jahr später den Ordensnamen Teresia Benedicta a Cruce an. Zwei Jahre später, 1936, ließ sich auch Ediths ältere Schwester Rosa Stein (1883–1942) taufen. Rosa Stein lebte später als Gast und Tertiarin bei ihrer Schwester im niederländischen Karmel in Echt und betreute die Pforte.

### Übersiedlung nach Echt und Ermordung

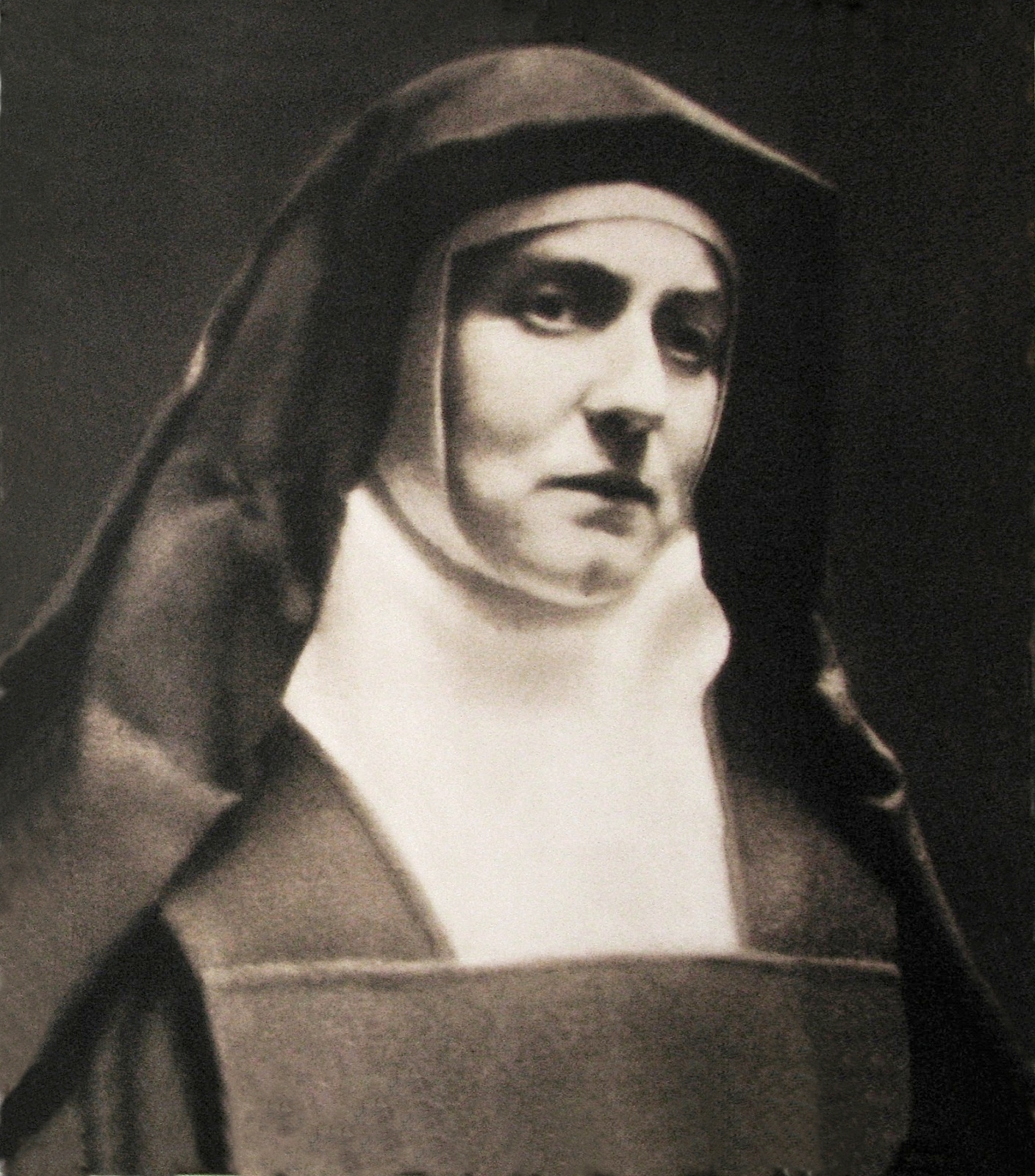
Edith Stein, Passbild vom Dezember 1938

Die jüdische Herkunft Edith Steins wurde spätestens im April 1938 amtlich bekannt. Nach der Pogromnacht vom 9. November 1938 entschloss sie sich zum Umzug in ein Kloster außerhalb Deutschlands und siedelte schließlich in den Karmel im niederländischen Echt über, wo sie am Silvestertag 1938 aufgenommen wurde. Ihr gelang es, im Juli 1939 ihre Schwester Rosa zu sich zu holen. Mit der deutschen Besetzung der Niederlande im Mai 1940 holte die Bedrohung sie dort wieder ein. Der Aufforderung der Besatzungsbehörden im Dezember 1941, alle nichtniederländischen „Nichtarier“ sollten sich zur „freiwilligen Emigration“ melden, mussten auch Edith Stein und ihre Schwester folgen, da sie seit Oktober 1941 in Maastricht polizeilich gemeldet waren. Die Maßnahme diente den Verfolgern dazu, die im Land lebenden jüdischen Emigranten zu erfassen. Edith Stein beantragte kurz darauf bei den Behörden, die beiden Frauen aus den Emigrantenlisten wieder zu streichen und ihnen den weiteren Aufenthalt im Kloster zu gestatten. Auf diese Weise wollten sie verhindern, von den Deutschen zwangsverschickt zu werden. Parallel bemühten sie sich über private Bekannte um eine Einreise- und Aufenthaltserlaubnis für die Schweiz, um in den Schweizer Karmel Le Pâquier fliehen zu können, was aber trotz Vermittlungsversuchen durch Hilde Vérène Borsinger nicht mehr rechtzeitig gelang.
Anfang Juli 1942 begannen die Massendeportationen von Juden aus den Niederlanden, die nach offizieller Darstellung angeblich in „Arbeitslager“ gebracht wurden. Am 11. Juli protestierten die niederländischen Kirchen in einem gemeinsamen Telegramm an den Reichskommissar für die Niederlande, Arthur Seyß-Inquart, gegen diese Maßnahmen. Seyß-Inquart reagierte mit der überraschenden Zusicherung, vor 1941 getaufte Juden aller christlichen Konfessionen würden von der Deportation ausgenommen, wenn die Kirchen ihren Protest nicht öffentlich machten. Unbeeindruckt von diesem Angebot veröffentlichten die Reformierte Staatskirche (als größte christliche Konfession) und die katholischen Bischöfe der Niederlande ihr Protesttelegramm am Sonntag, dem 26. Juli 1942. Dazu ließ der katholische Erzbischof von Utrecht, Johannes de Jong, am gleichen Sonntag landesweit einen auf den 20. Juli datierten Hirtenbrief verlesen, der das Vorgehen der Deutschen gegen Juden anprangerte. Als Reaktion darauf wurden 244 zum Katholizismus konvertierte ehemalige Juden, darunter auch Rosa und Edith Stein, am 2. August 1942 von der Gestapo verhaftet.
Die beiden Schwestern wurden zunächst in das Polizeilager Amersfoort und dann zum Durchgangslager Westerbork gebracht, wo sie am 4. August 1942 eintrafen. Von hier aus wurden sie am 7. August mit der Reichsbahn in das Vernichtungslager Auschwitz-Birkenau deportiert und dort vermutlich am 9. August 1942 in einer Gaskammer ermordet. Ein letztes Lebenszeichen Edith Steins stammt vom Bahnhof Schifferstadt bei Ludwigshafen am Rhein, wo der Transport am 7. August gegen 13 Uhr kurz hielt.

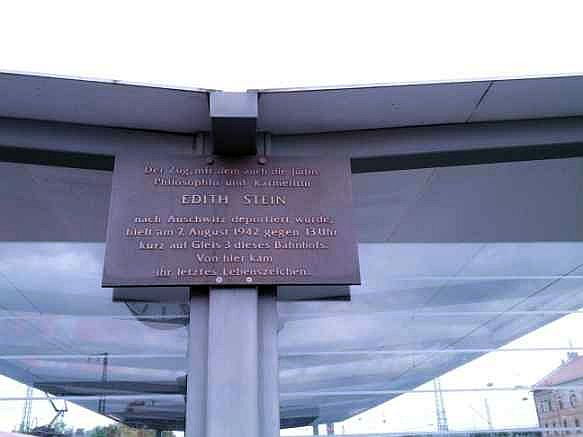
Edith Stein letztes Lebenszeichen Bahnhof Schifferstadt, Gedenktafel

### Deutung ihres Schicksals
In ihrem Testament vom 9. Juni 1939 schrieb Edith Stein:

„Schon jetzt nehme ich den Tod, den Gott mir zugedacht hat, in vollkommener Unterwerfung unter Seinen heiligsten Willen mit Freuden entgegen. Ich bitte den Herrn, daß Er mein Leben und Sterben annehmen möchte zu seiner Ehre und Verherrlichung, für alle Anliegen der heiligsten Herzen Jesu und Mariä und der Heiligen Kirche, insbesondere für die Erhaltung, Heiligung und Vollendung unseres heiligen Ordens, namentlich des Kölner und Echter Karmels, zur Sühne für den Unglauben des jüdischen Volkes und damit der Herr von den Seinen aufgenommen werde und sein Reich komme in Herrlichkeit, für die Rettung Deutschlands und den Frieden der Welt, schließlich für meine Angehörigen, lebende und tote und alle, die Gott mir gegeben hat: Dass keines von ihnen verloren gehe.“

Auch nach ihrer Konversion fühlte sich Edith Stein als zum jüdischen Volk gehörend. Die Taufe und der Ordenseintritt elf Jahre später rief Spannungen in der Familie hervor, vor allem mit ihrer Mutter, die ihre Konversion zum Katholizismus als Apostasie verstand.
Edith Stein sah es als ihre Bestimmung, in ihrem Herzen die Leiden ihres Volkes anzunehmen, um sie Gott als Sühne anzubieten: „Ich muss immer wieder an die Königin Ester denken, die gerade darum aus ihrem Volk genommen wurde, um für das Volk vor dem König zu stehen. Ich bin eine sehr arme und ohnmächtige kleine Esther, aber der König, der mich erwählt hat, ist unendlich groß und barmherzig“, schrieb sie im Herbst 1938.
Wie sehr sich Edith Stein ihrer Herkunft verbunden fühlte, könnte eine von ihr überlieferte Äußerung zeigen: „Komm, wir gehen für unser Volk!“ Sie soll dies gesagt haben, als sie und ihre Schwester aus dem Karmel in Echt von der Gestapo abgeholt wurden. Die Aussage ist allerdings nicht sicher verbürgt und kommt weder in der frühesten Biographie über Edith Stein noch in den Akten des Seligsprechungsprozesses vor.
Die Theologin Uta Ranke-Heinemann sah in der – von ihr grundsätzlich respektierten – Stein ein „verirrtes und verwirrtes Opfer zwei Jahrtausende alter katholischer antijudaistischer Demagogik, wenn sie [Stein] z. B. über die Reichspogromnacht von 1938 sagte: ,Das ist die Erfüllung des Fluches, den mein Volk auf sich herabgerufen hat'.“ Stein habe sich damit zu einer weiteren „Stimme der christlich-antijüdischen Diffamierung gemacht, die schon in den Evangelien beginnt und die die Christen 2000 Jahre lang an die Verfluchtheit der Juden glauben ließ.“

## Nachleben

### Verehrung

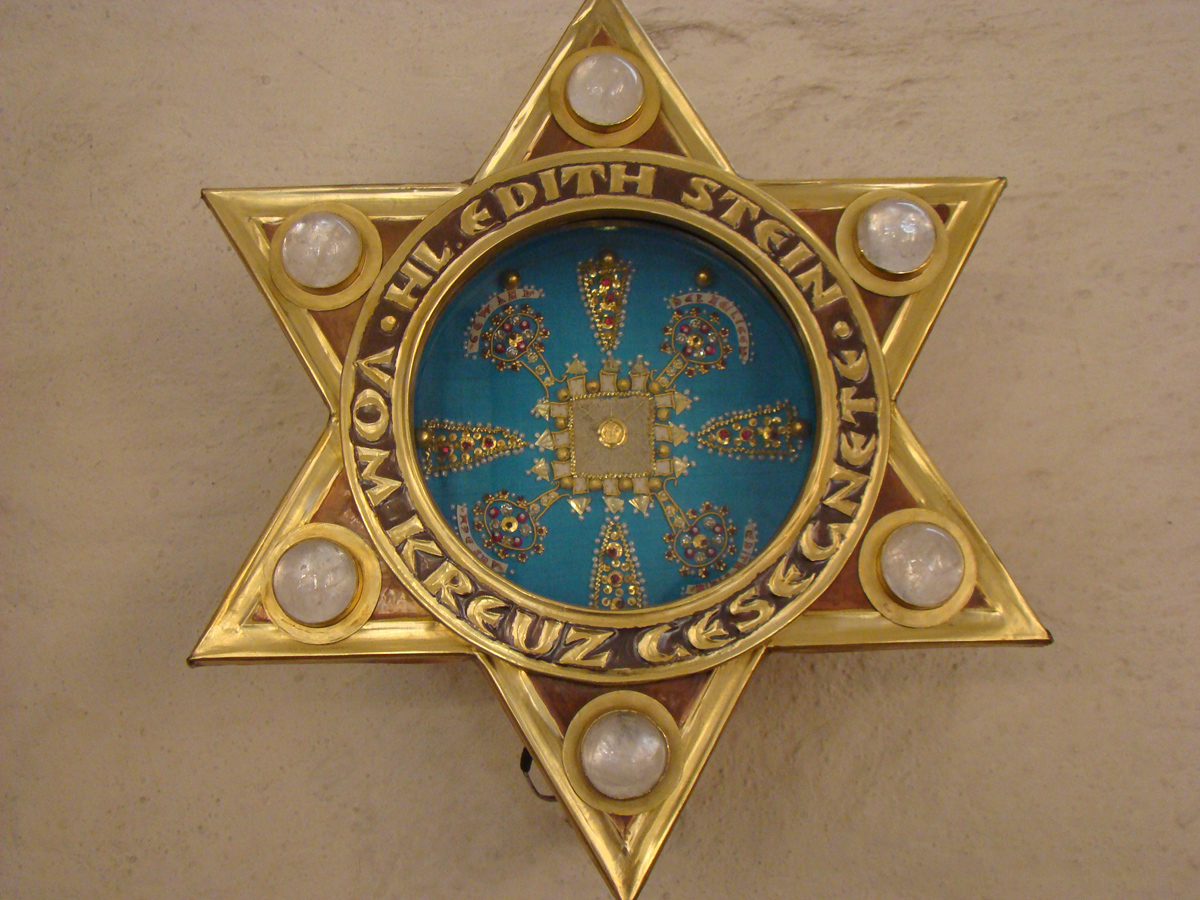
Reliquie vom Gewand der hl. Edith Stein im Speyerer Dom

Edith Stein wurde am 1. Mai 1987 von Papst Johannes Paul II. in Köln seliggesprochen. Die Heiligsprechung fand am 11. Oktober 1998 in Rom statt. 1999 wurde Edith Stein – zusammen mit den hll. Birgitta und Katharina von Siena – zur Patronin Europas erklärt. Ihr Gedenktag am 9. August ist in den Regionalkalendern der europäischen Länder daher ein Fest. Der 9. August ist auch ihr Gedenktag im Evangelischen Namenkalender der Evangelischen Kirche in Deutschland. Die Reliquie des Chormantels der Heiligen befindet sich in der Landricuskirche zu Echt, eine Reliquie vom Gewand der hl. Teresia Benedicta vom Kreuz befindet sich im Speyrer Dom, eine weitere im Altartisch der Pfarrkirche Telfs-Schlichtling.

### Gedenken

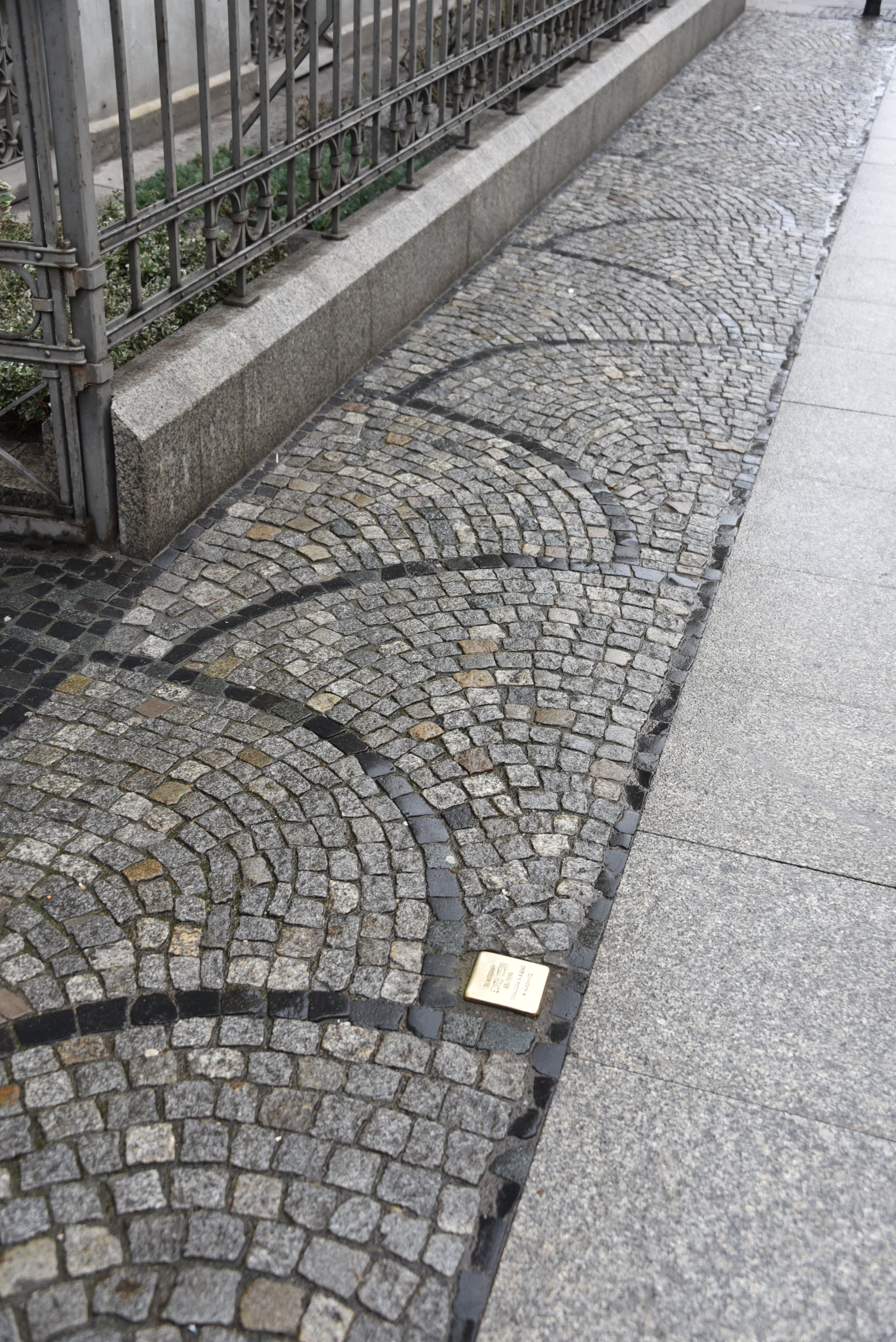
Der erste in Polen verlegte Stolperstein ist Edith Stein gewidmet, er liegt in Breslau

In Wachenheim trägt die römisch-katholische Kirche das Patrozinium der hl. Edith Stein. In Hamburg-Allermöhe gibt es die Edith-Stein-Kirche und einen Edith-Stein-Platz. Der 1978 errichtete und inzwischen aufgelassene Edith-Stein-Karmel in Tübingen war ebenfalls dem Patrozinium Edith Steins unterstellt. Eine Edith Stein gewidmete Kapelle steht in Köln-Bilderstöckchen. In Frankfurt am Main wurde 2016 die Katholische Kirche am Riedberg mit dem Edith-Stein-Patrozinium geweiht. Mehrere Pfarrgemeinden in verschiedenen Teilen Deutschlands wählten die Heilige zur Pfarrpatronin, oft im Zuge von Fusionen mehrerer Gemeinden zu einer gemeinsamen Pfarrei. In Wuppertal-Vohwinkel wurde im September 2011 die Lettow-Vorbeck-Straße in Edith-Stein-Straße umbenannt. In ihrer Heimatstadt Breslau gibt es ein ihr gewidmetes Kulturzentrum (Dom Edyty Stein), eine nach ihr benannte Straße (ul. Błogosławionej Edyty Stein) und einen solchen Park (Park Świętej Edyty Stein).
Diverse Straßen, Schulen, Gebäude, Kliniken und öffentliche Einrichtungen in deutschen, österreichischen und polnischen Städten sind nach Edith Stein benannt. In der niederländischen Stadt Hengelo führt die Pädagogische Hochschule den Namen Hogeschool Edith Stein.
Gedenktafeln wurden an dem Haus in der Dürener Straße in Köln, an dessen Stelle der damalige Karmel gestanden hatte, und am Gasthof Kybfelsen in Freiburg-Günterstal, wo sie 1916, 1929 und 1931/32 einkehrte, angebracht. Eine Gedenktafel befindet sich auch an ihrem ehemaligen Wohnhaus in der Göttinger Innenstadt. Im Toni-Schröer-Haus in Lambrecht (Pfalz) wurde eine Edith-Stein-Gedenkstätte eingerichtet. Eine Dauerausstellung über Edith Stein wird im Kloster der Dominikanerinnen zur hl. Maria Magdalena in Speyer gezeigt.
In Wien ist das Edith-Stein-Haus in der Ebendorferstraße 8 der Hauptstandort der Katholischen Hochschulgemeinde und der Hochschulseelsorge der Erzdiözese Wien. Im Sinne von Karl Strobls Modell des „Katholischen Studentenhauses“ beheimatet das Haus auch eine Edith Stein geweihte Kapelle sowie ein Wohnheim für ca. 90 Studentinnen und Studenten. In Neuss ist eine Familienbildungsstätte nach ihr benannt.
In der Taufkapelle des Speyerer Domes, dem unteren Teil der Doppelkapelle, wurde 1990 eine Edith-Stein-Gedenkstätte eingerichtet. Für sie schuf der Bildhauer Klaus Ringwald eine Bronzebüste Edith Steins sowie eine Tafel mit den Stationen ihres Lebens. An einer Innenwand der Katharinen-Kapelle, dem oberen Teil der Doppelkapelle des Speyerer Domes, befindet sich eine Gedenktafel sowie ein Reliquie von ihrem Gewand.
Der Edith-Stein-Preis wird vom Göttinger Edith-Stein-Kreis alle zwei Jahre an Persönlichkeiten, Gruppierungen und Institutionen verliehen, die sich grenzüberschreitend sozial engagieren. Er besteht aus einer Medaille mit der Inschrift „Unsere Menschenliebe ist das Maß unserer Gottesliebe“ und ist mit 5.000 € dotiert.
Stolpersteine gibt es in Köln Vor den Siebenburgen 6, Dürener Straße 89 und Werthmannstraße 1, in Freiburg im Breisgau Goethestraße 63, Riedbergstraße 1, Zasiusstraße 24, Dorfstraße 4 und Spitzackerstraße 16 im Stadtteil Günterstal sowie in Breslau an der ul. Nowowiejska 38. Letzterer war, am 12. Oktober 2008 verlegt, der erste Stolperstein in Polen überhaupt. Seit dem 2. Juli 2013 liegt in den Niederlanden in Echt-Susteren ebenfalls je ein Stolperstein für sie und ihre Schwester Rosa. In Freiburg im Breisgau liegen drei Stolpersteine für Edith Stein (Goethestraße, Riedbergstraße und Zasiusstraße).
Zudem erschien am 13. Januar 1983 eine Sonderbriefmarke.

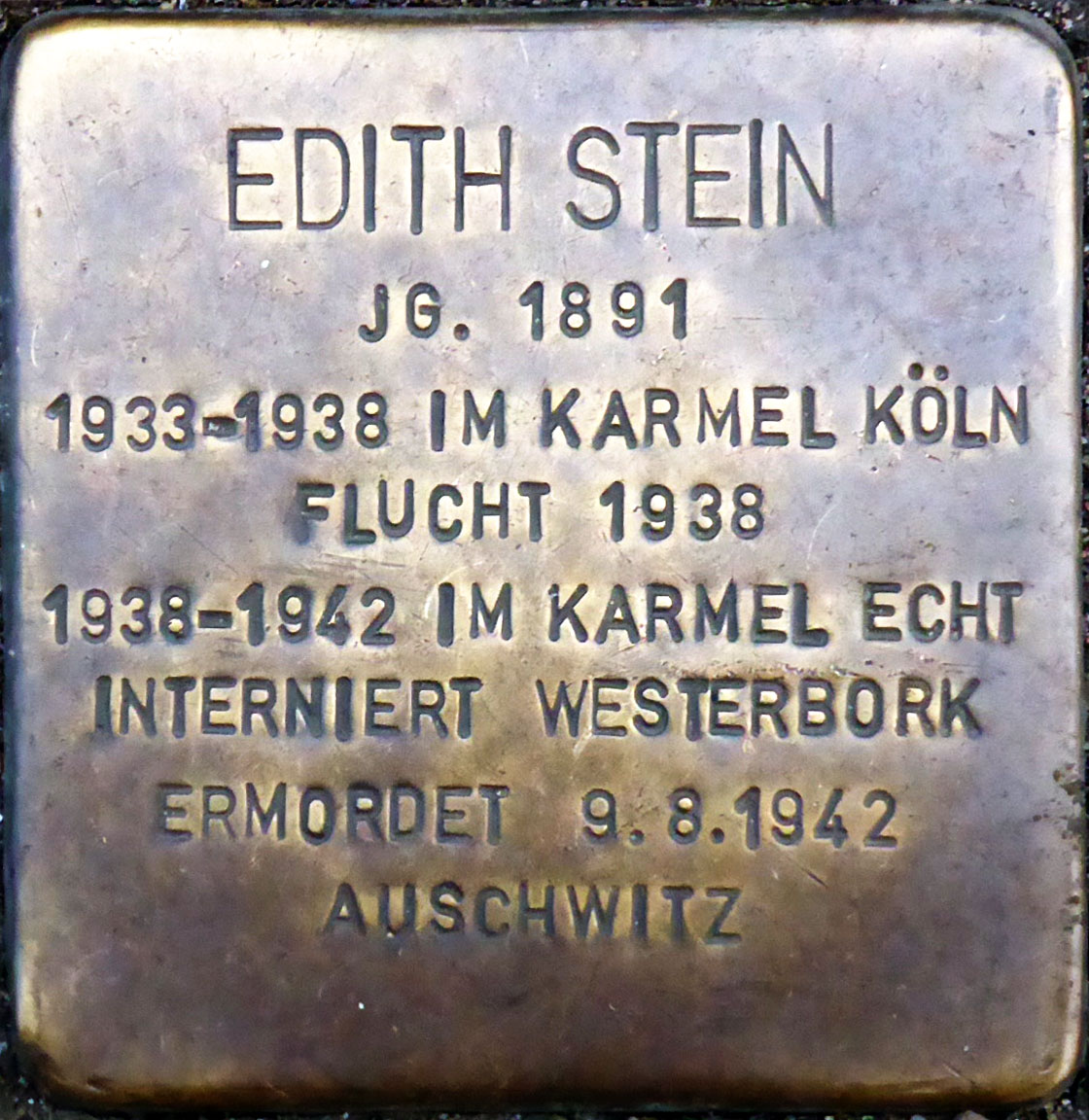
Stolperstein Werthmannstraße 1, Köln-Lindenthal
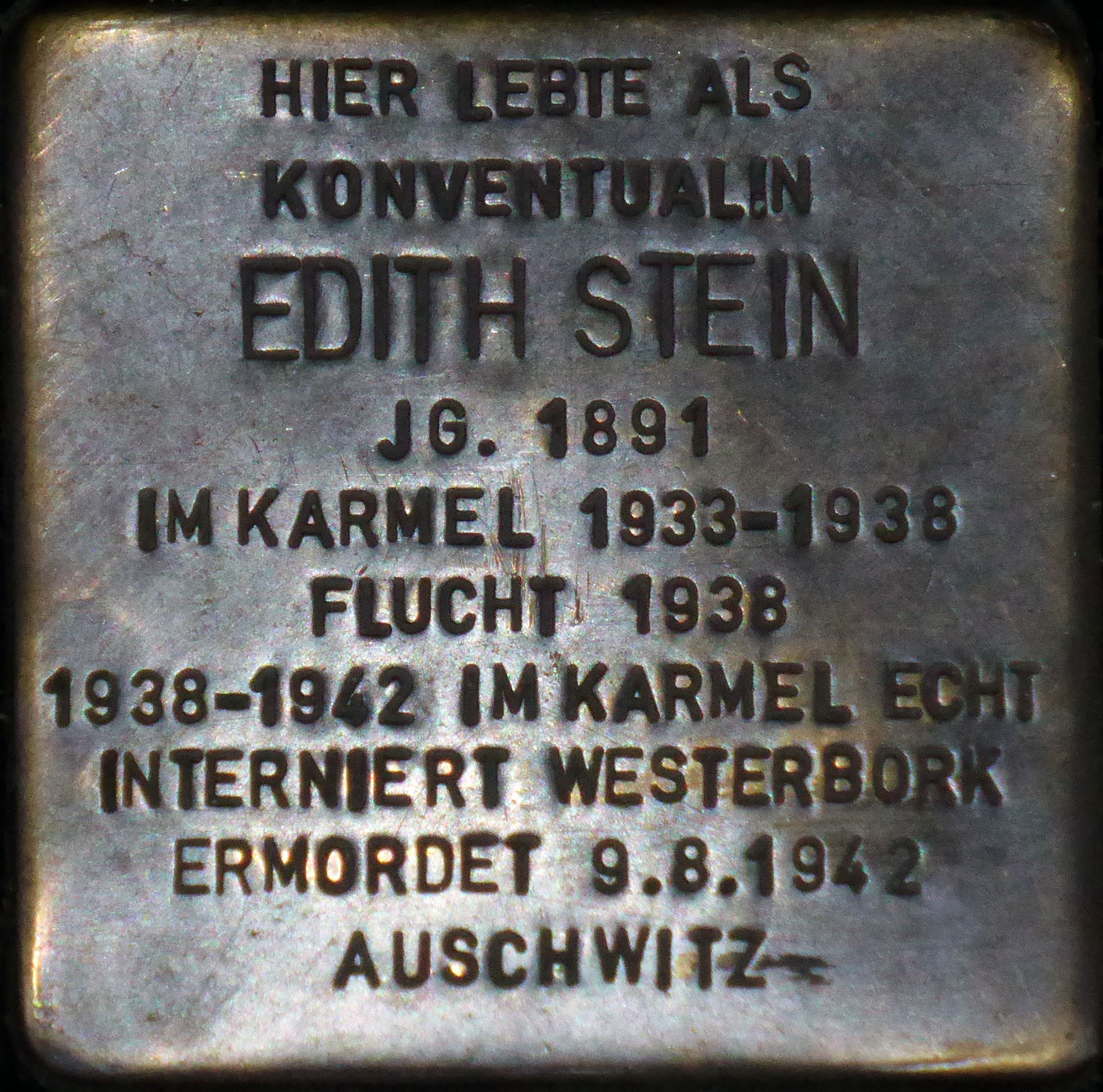
Stolperstein Dürener Straße 89, Köln-Lindenthal
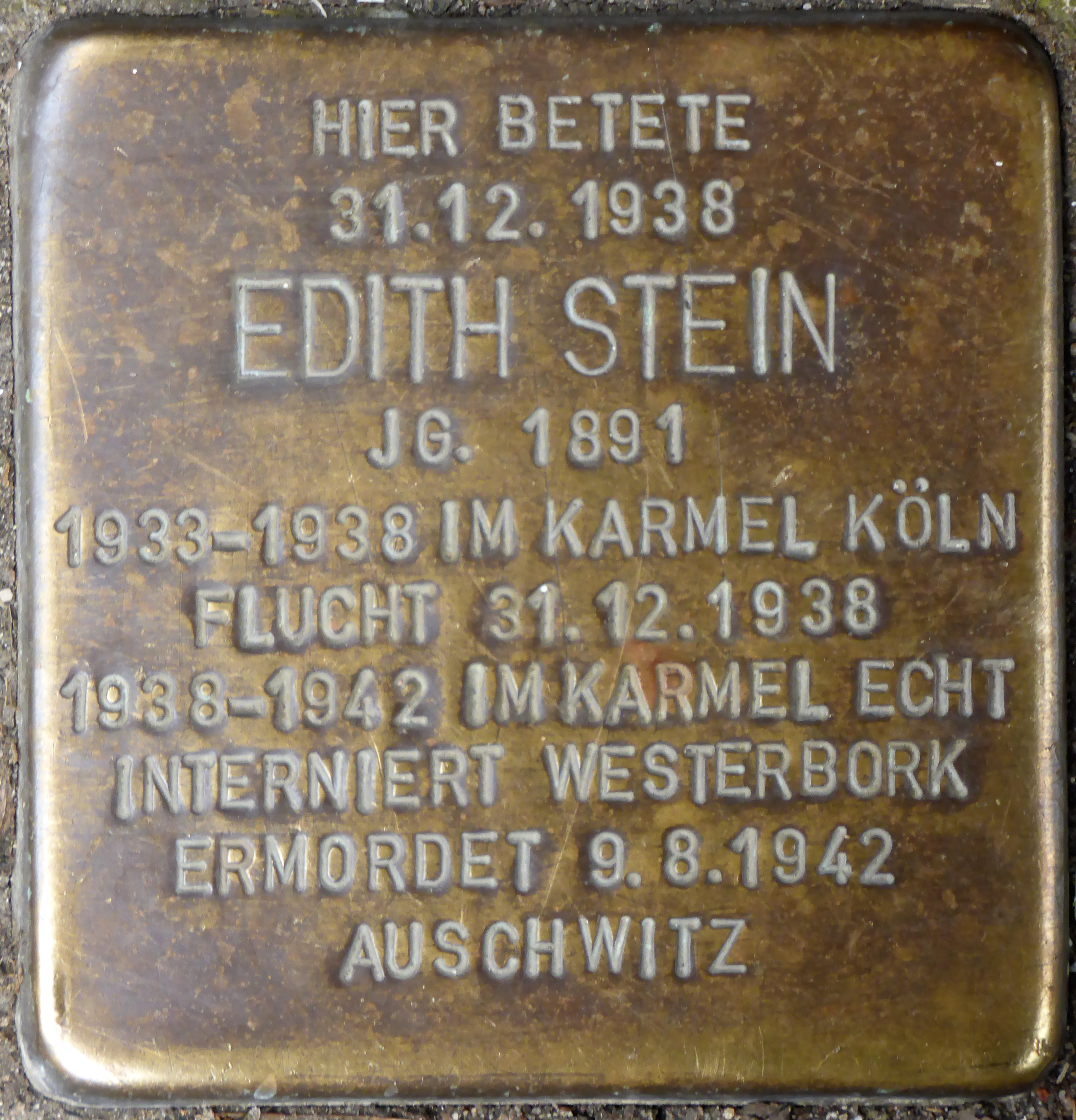
Stolperstein Vor den Siebenburgen 6, Köln-Altstadt-Süd
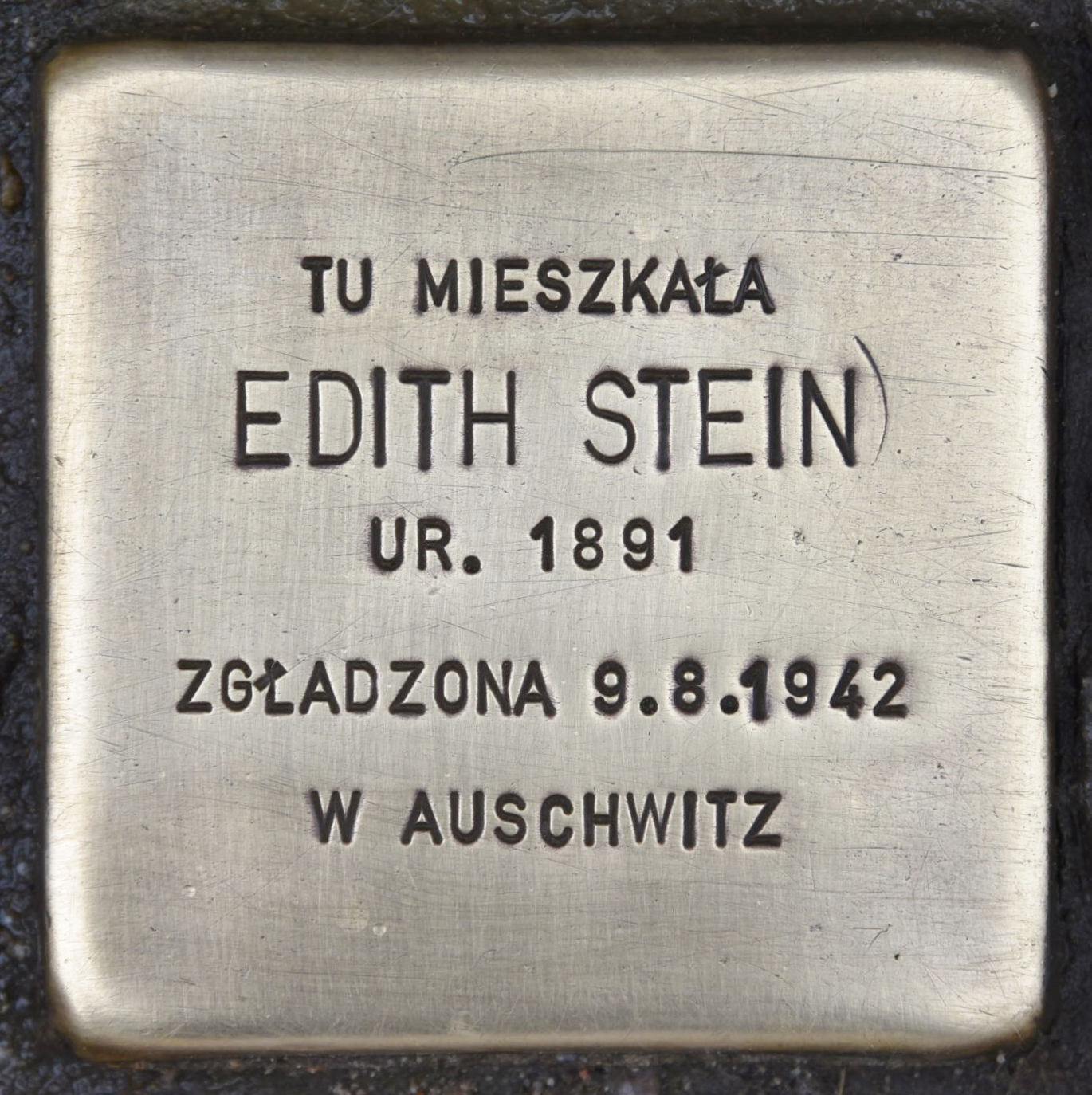
Stolperstein ul. Nowowiejska 38, Wrocław
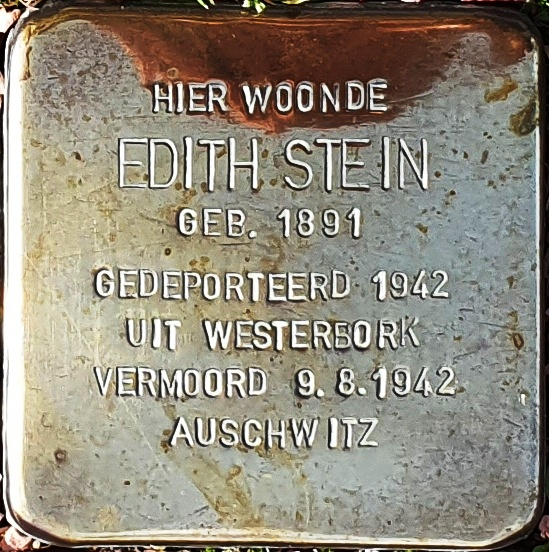
Stolperstein vor dem Karmelitinnenkloster in Echt-Susteren
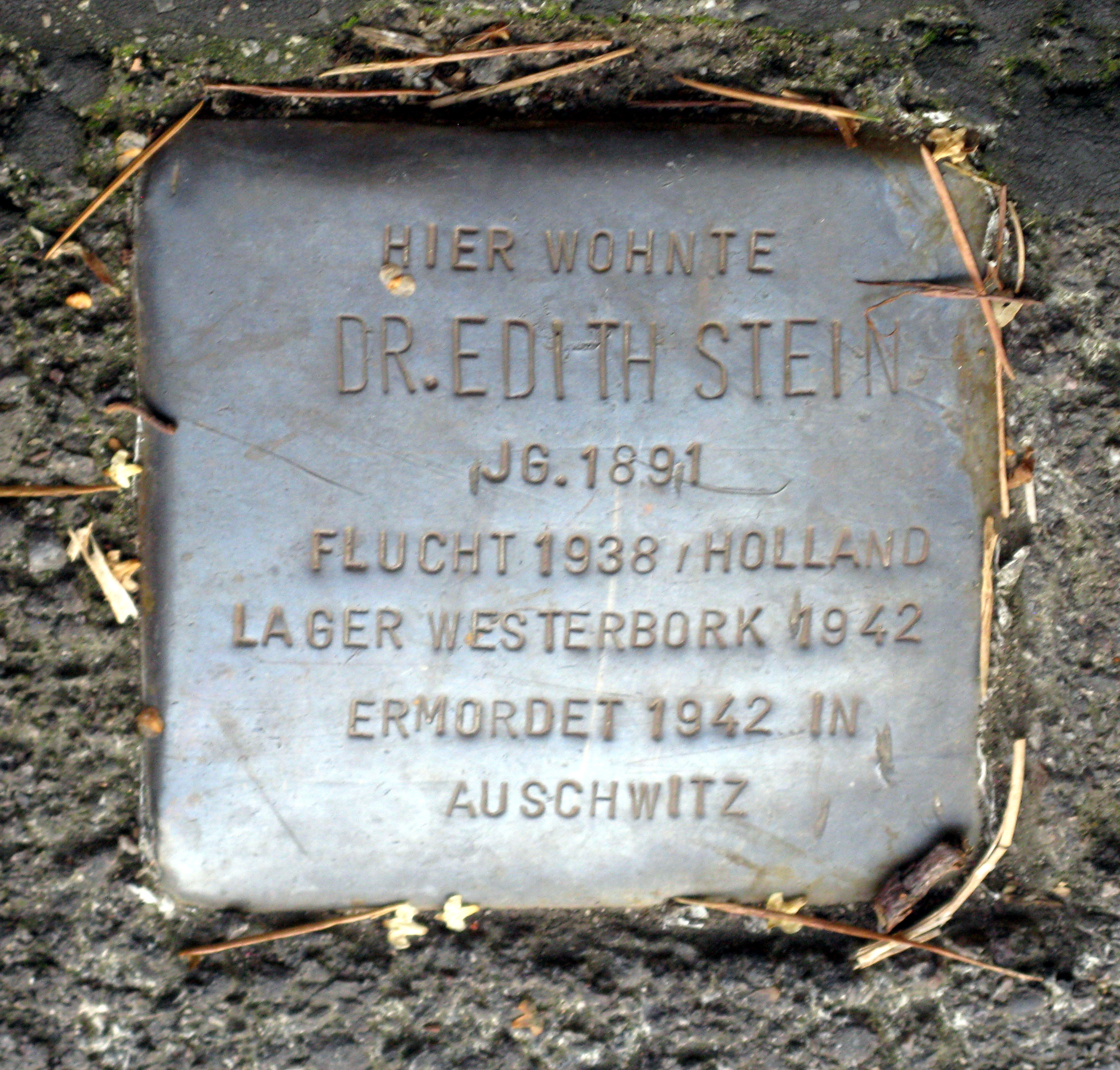
Stolperstein Freiburg im Breisgau, Zasiusstraße 24
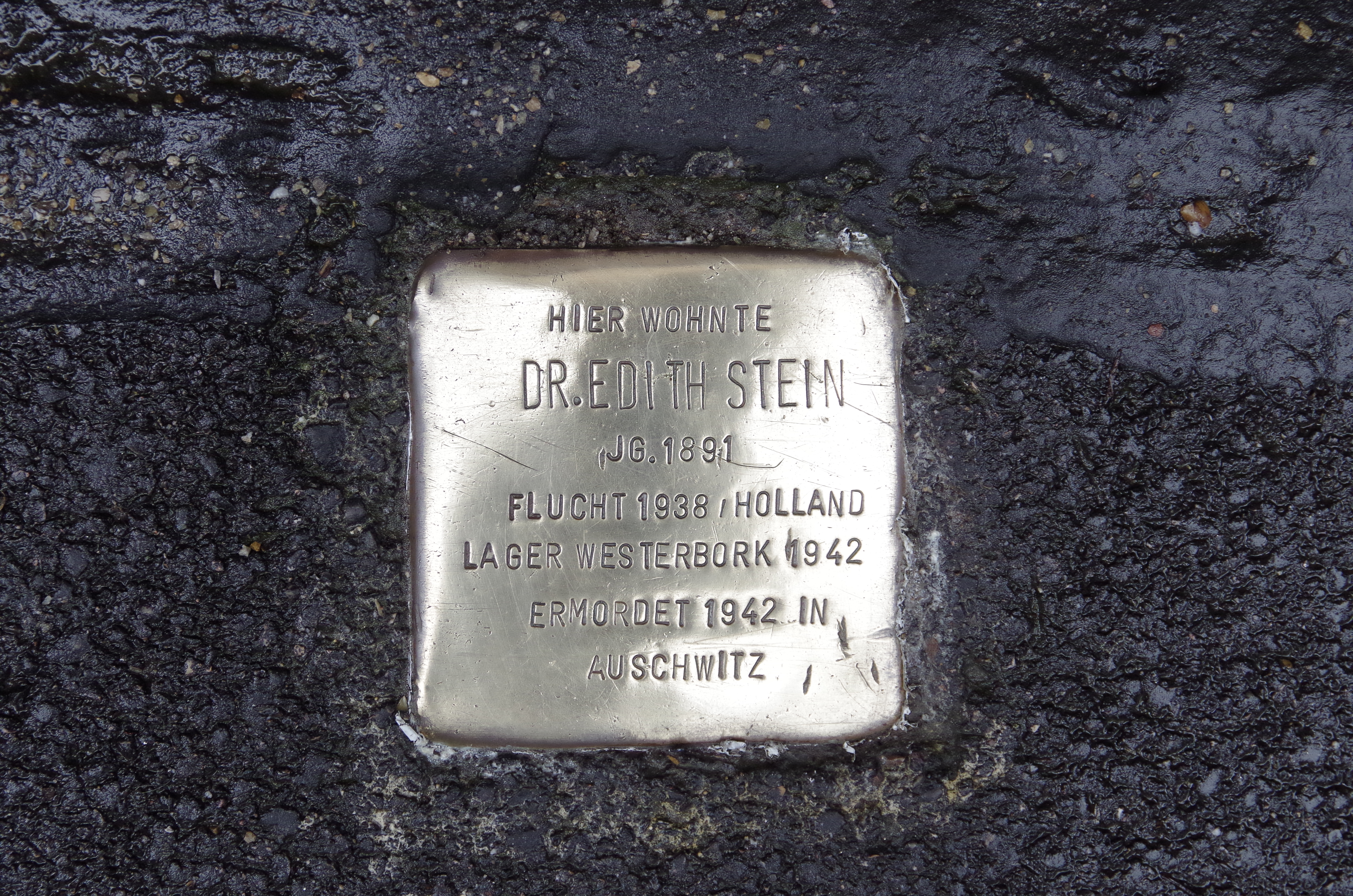
Stolperstein Freiburg im Breisgau, Goethestraße 63
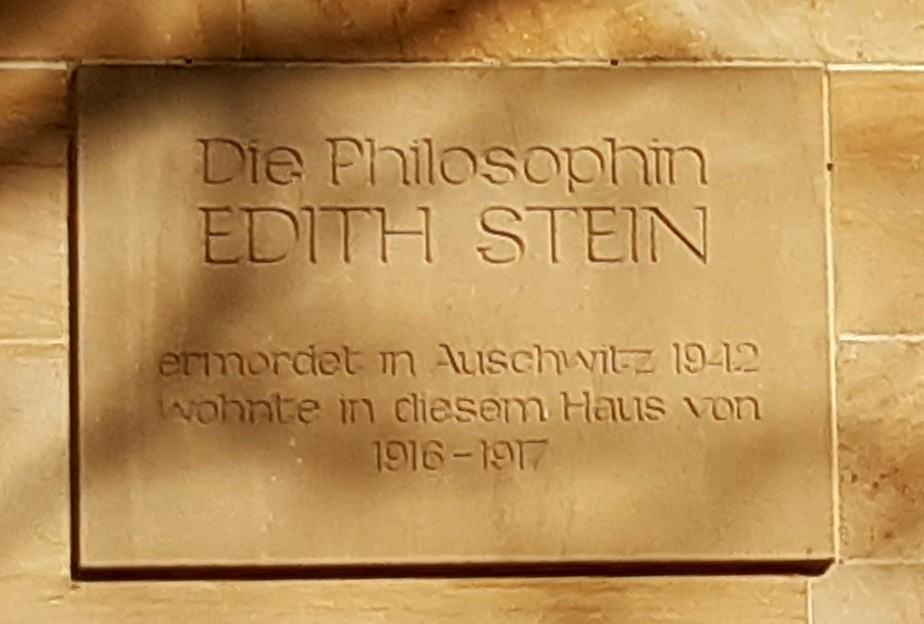
Gedenktafel an ihrem ehemaligen Wohnhaus in Freiburg, Goethestraße 63

### Musikalische Werke, inspiriert durch Edith Stein
- Adelheid Geck: Ave, crux spes unica, Motette für Chor SATB a cappella. Erschienen im Konsid-Musikverlag 2006. Uraufführung zur Weihe der Edith-Stein-Statue von Paul Nagel an der Westfassade des Petersdoms durch Papst Benedikt XVI. mit dem Figuralchor Köln.

### Darstellung in der Kunst

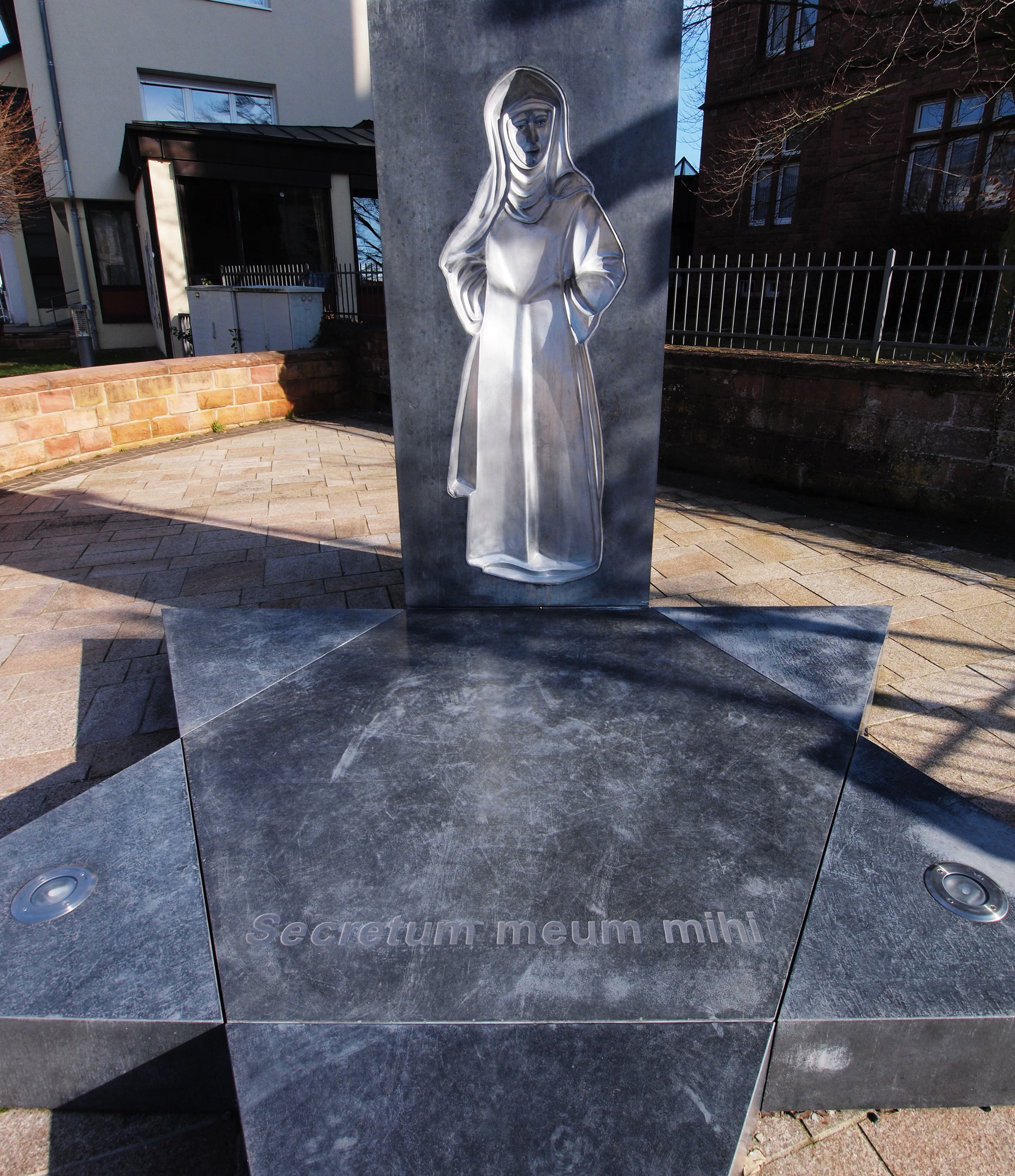
Skulptur vor der Taufkirche Edith Steins in Bad Bergzabern mit der Inschrift Secretum meum mihi

Im Rahmen der Neukonzeption des Skulpturenprogramms des Kölner Rathausturms in den 1980er Jahren wurde Edith Stein durch eine Figur von Paul Nagel im vierten Obergeschoss auf der Nordseite des Turmes geehrt.
In der Edith Stein geweihten Kirche in Wachenheim an der Weinstraße befindet sich eine von Leopold Hafner geschaffene Skulptur. Der Bildhauer Bert Gerresheim schuf zwei Darstellungen Edith Steins in Bronze. 1999 entstand das Edith-Stein-Denkmal für den Platz vor dem Priesterseminar des Erzbistums Köln. Im März 2009 wurde Edith Stein in Berlin durch die Ernst-Freiberger-Stiftung mit einer Bronzeplastik des Künstlers Bert Gerresheim geehrt. Die Büste ist Teil der „Straße der Erinnerung“ im Stadtteil Moabit am Spreebogen.
Rechts des südlichen Chorportals am Freiburger Münster schuf Hans-Günther van Look, ein Schüler Georg Meistermanns, ein farbiges Glasfenster (2001), das Edith Stein im Habit der unbeschuhten Karmelitinnen zeigt. Der Künstler betonte die Spannung zwischen Natur und Vision, indem er das Antlitz der Heiligen fotorealistisch darstellte, während vier abstrakte Segmente eines Nimbus die Heilige wie ein Firmament umstrahlen. Das Porträt in Grisaille-Technik gestaltete van Look nach Vorlage eines Schwarz-Weiß-Passfotos aus dem Jahr 1938.
Ebenfalls in einem Fenster hat der Kölner Künstler Clemens Hillebrand Edith Stein in der Kirche „Maria Heimsuchung“ in Wadgassen dargestellt.
Im Vatikan segnete Papst Benedikt XVI. am 11. Oktober 2006 eine Statue der Heiligen, die anschließend in einer der Außennischen der vatikanischen Petersbasilika aufgestellt wurde. Die 5,80 m hohe Skulptur aus weißem Carrara-Marmor, die Edith Stein als Patronin Europas darstellt und ein Kreuz und eine Thorarolle trägt, schuf der Künstler Paul Nagel.
In Landau (Pfalz) wurde im November 2008 im Rahmen der Einweihung des Edith-Stein-Platzes eine Skulptur des Künstlers Peter Brauchle aufgestellt. 2006 beschloss die Bayerische Staatsregierung, Edith Stein in die Gedenkstätte Walhalla in Donaustauf aufzunehmen. In der Walhalla wurde am 25. Juni 2009 eine von dem Traunsteiner Bildhauer Johann Brunner geschaffene Marmorbüste enthüllt.
Im Roman Gruppenbild mit Dame von Heinrich Böll ist die Figur der Nonne Rahel, genannt Haruspika, deutlich an Edith Stein angelehnt.

## Schriften (Auswahl)
- Das Einfühlungsproblem in seiner historischen Entwicklung und in phänomenologischer Betrachtung. 1917. (Dissertation Freiburg, Philosophische, 1917, 132 Seiten, 105 Seiten).
- Zum Problem der Einfühlung. Halle (Saale), 1917. (Teile II und IV aus o. g. Diss.) Neuausgabe in Edith-Stein-Gesamtausgabe. Band 5, Herder, Freiburg 2008, ISBN 978-3-451-27375-9.
- Potenz und Akt. Studien zu einer Philosophie des Seins. (1931), posthum erschienen 1988; NA in Edith-Stein-Gesamtausgabe, Band 10, Freiburg 2006, ISBN 3-451-27380-2.
- Endliches und ewiges Sein (1937), postum erschienen Freiburg: Herder, 1950; NA (inkl. Anhängen) in Edith-Stein-Gesamtausgabe, Band 11/12, Freiburg 2006, ISBN 3-451-27381-0.
- Kreuzeswissenschaft. Studie über Joannes a Cruce. (1942). Nauwelaerts, Louvain 1950. NA in Edith-Stein-Gesamtausgabe, Band 18, Freiburg, 2. Auflage. 2004, ISBN 3-451-27388-8.
- Aus dem Leben einer jüdischen Familie und weitere autobiographische Beiträge. Nauwelaerts, Louvain 1965. Neu bearbeitet und eingeleitet von Maria Amata Neyer (= Edith-Stein-Gesamtausgabe. Band 1). Freiburg 2002, ISBN 3-451-27371-3.

Eine erste Werkausgabe erschien in 18 Bänden als Edith Steins Werke zwischen 1950 und 1998 im Herder Verlag. Mit Abschluss dieser Ausgabe begann die Arbeit an einer zweiten, heutigen editorischen Standards genügenden Ausgabe, der Edith-Stein-Gesamtausgabe (ESGA) in 27 Bänden, ebenfalls von Herder verlegt. Sie wurde herausgegeben vom Karmel Maria vom Frieden zu Köln, unter wissenschaftlicher Mitarbeit von Hanna-Barbara Gerl-Falkovitz und anderer Fachgelehrter. Der erste Band erschien im Jahre 2000. Im Jahr 2014 war die ESGA vollendet. Für die ESGA wurden die Bestände im Edith-Stein-Archiv im Karmel Maria vom Frieden herangezogen. Das Edith-Stein-Archiv bewahrt ca. 25.000 Handschriften von Edith Stein. Dort befindet sich auch ein kleines Museum. Die Einweihung des Neubaus des Edith-Stein-Archives fand am 7. Februar 2010 statt.

## Filme, Dokumentationen, Theater
- 1982: Edith Stein: Stationen eines ungewöhnlichen Lebens – Dokumentation von Ulrich von Dobschütz im Auftrag des SDR
- 1995: Die Jüdin – Edith Stein (Siódmy pokój) – Spielfilm von Márta Mészáros mit Maia Morgenstern
- 2003: Die Wahrheit der Edith Stein – Dokumentation von Marius Langer im Auftrag des Bayerischen Rundfunks
- 2011: Edith Stein – Dokumentation im Rahmen der Sendung Schlesien Journal
- 2018: A Rose in Winter – Biopic von Joshua Sinclair
- 2023: Die Dunkelheit kennt keinen Namen – Häftling Nummer 44074, Theaterstück über die Heilige ohne Grab – Edith Sein von Bernhard J.Lang

### Bibliographien
- Edith Stein. Eine Bibliographie. 10., überarb., erw. Aufl. Bibliothek des Bischöflichen Priesterseminars St. German, Speyer 2010, OCLC 76322726.[39]
- Sarah Borden, Kevin Jones: 2008 Edith Stein Bibliography. Baltimore Carmel, Baltimore 2008
- Yann Moix: Mort et vie d’Edith Stein. coll. Livre de pocket, Grasset & Fasquelle, Paris 2009 (nicht ins Dt. übers.)

### Sammelbände
- Edith-Stein-Jahrbuch. Hrsg. im Auftrag des Teresianischen Karmels in Deutschland durch das Internationale Edith-Stein-Institut Würzburg. Echter Verlag, Würzburg. Band 1: 1995; Band 18: 2012. ISSN 0948-3063; Band 19: 2013, ISBN 978-3-429-03593-8; Band 20: 2014, ISBN 978-3-429-03689-8.
- Reto Luzius Fetz, Matthias Rath, Peter Schulz (Hrsg.): Studien zur Philosophie von Edith Stein: Internationales Edith-Stein-Symposion, Eichstätt 1991. (= Phänomenologische Forschungen. Band 26/27). Alber, Freiburg im Breisgau 1993, ISBN 3-495-47765-9.
- Jakobus Kaffanke, Katharina Oost (Hrsg.): „Wie der Vorhof des Himmels.“ Edith Stein und Beuron. In: Wegschritte. Tagungsberichte der Beuroner Tage für Spiritualität und Mystik Erzabtei St. Martin Beuron. Beuroner Kunstverlag, Beuron 2003, ISBN 3-87071-110-8.
- Elisabeth Stiefel: Sie waren Sand im Getriebe. Frauen im Widerstand. Elisabeth von Thadden, Edith Stein, Corrie ten Boom, Katharina Staritz, die Pfarrhauskette. Francke, Marburg 2015, ISBN 978-3-86827-493-6, S. 41–69.
- Waltraud Herbstrith (Teresia a Matre Dei OCD): Edith Stein (1891–1942). In: Jürgen Aretz, Rudolf Morsey, Anton Rauscher (Hrsg.): Zeitgeschichte in Lebensbildern, Aus dem deutschen Katholizismus des 19. und 20. Jahrhunderts, Band 2, Aschendorff  Verlag GmbH & Co. KG, Münster 2022, ISBN 978-3-402-06112-1, S. 25–36. (Digitalisat)
- Edith Stein – Lexikon. Hrsg. von Marcus Knaup und Harald Seubert. Herder Verlag, Freiburg im Breisgau 2017, ISBN 978-3-451-34550-0

### Monographien
- C. Alexander: Der Fall Edith Stein – Flucht in die Chimäre. Frankfurt am Main 1969.
- Anna Jani: Edith Steins Denkweg von der Phänomenologie zur Seinsphilosophie. Würzburg: Königshausen & Neumann 2015, ISBN 978-3-8260-5604-8 annajani.info.
- Christof Betschart: Unwiederholbares Gottessiegel. Personale Individualität nach Edith Stein (= Studia Oecumenica Friburgensia. Nr. 58). Reinhardt, Basel 2013, ISBN 978-3-7245-1925-6. (academia.edu oder rero.doc).
- Matthias Böckel: Edith Stein und das Judentum. 2. Auflage. Paqué, Ramstein 1991, ISBN 3-88765-022-0.
- Elisabeth Endres: Edith Stein. Christliche Philosophin und jüdische Märtyrerin. Piper, München 1987, ISBN 3-492-02779-2.
- Bernhard Bumb, Joachim Feldes: Auf den Spuren Edith Steins durch Köln. 2. Auflage. Edith Stein verbindet, Frankenthal / Köln 2007, ISBN 978-3-00-023009-7.[40]
- Christian Feldmann: Edith Stein. Rowohlt, Reinbek bei Hamburg 2004, ISBN 3-499-50611-4.
- Francisco Xavier Sancho Fermin: Loslassen – Edith Steins Weg von der Philosophie zur karmelitischen Mystik. Kohlhammer, Stuttgart 2007, ISBN 978-3-17-019980-4.
- Zdzislaw Florek: Der mystische Läuterungsprozess – ein Weg in die Freiheit. Tiefenphänomenologie des Leidens nach Edith Stein (= Ursprünge des Philosophierens. Band 8). Kohlhammer, Stuttgart 2004, ISBN 3-17-018221-8 (Dissertation Universität München 2002/2003).
- Peter Freienstein: Sinn verstehen. Die Philosophie Edith Steins. Turnshare, 28. März 2007, ISBN 978-1-903343-95-1.
- Hanna-Barbara Gerl-Falkovitz: Unerbittliches Licht. Edith Stein, (= Philosophie, Mystik, Leben.) Grünewald, Mainz 1991, ISBN 978-1-903343-95-1.
- Hanna-Barbara Gerl-Falkovitz, Wolfdietrich von Kloeden: Edith Stein (= Helden ohne Degen). be.bra, Berlin 2009, ISBN 978-3-937233-52-9.
- Cordula Haderlein: Individuelles Mensch-Sein in Freiheit und Verantwortung. Die Bildungsidee Edith Steins. University of Bamberg Press, Bamberg 2009, ISBN 978-3-923507-46-7.
- Waltraud Herbstrith: Edith Stein. Jüdin und Christin. Ein Porträt. 4. Auflage. Neue Stadt, München 2004, ISBN 3-87996-338-X.
- Maria Adele Herrmann: Edith Stein. Ihre Jahre in Speyer. Media-Maria, Illertissen 2012, ISBN 978-3-9814444-5-2.
- Sr. M. Adele Herrmann, Sr. M. Theresia Mende: Edith Stein zum Gedenken. Kloster St. Magdalena, Speyer 1987.
- Norbert Huppertz: Der Brief der hl. Edith Stein. Von der Phänomenologie zur Hermeneutik. Pais, Oberried bei Freiburg im Breisgau 2010, ISBN 978-3-931992-26-2.
- Robert M. W. Kempner: Edith Stein und Anne Frank. Zwei von Hunderttausend. Die Enthüllungen über die NS-Verbrechen in Holland vor dem Schwurgericht in München. Die Ermordung der „nicht-arischen“ Mönche und Nonnen. Freiburg im Breisgau 1968, DNB 457181761.
- Marcus Knaup: Begegnung mit Edith Stein. Fragen und Antworten zu aktuellen kirchlich-gesellschaftlichen Themen. Pais, Oberried bei Freiburg im Breisgau 2011, ISBN 978-3-931992-31-6.
- Daniela Köder: Daß keiner von ihnen verloren gehe: Zur Spiritualität der stellvertretenden Sühne bei Edith Stein. AV Akademikerverlag, Saarbrücken 2012, ISBN 978-3-639-38774-2.
- Cordula Koepcke: Edith Stein. Ein Leben. Echter-Verlag, Würzburg 1991, ISBN 3-429-01346-1.
- Elisabeth Lammers: Als die Zukunft noch offen war. Edith Stein – das entscheidende Jahr in Münster. dialogverlag, Münster 2003, ISBN 3-933144-65-5.
- Mette Lebech: The philosophy of Edith Stein. From phenomenology to metaphysics. Peter Lang, Bern 2015, ISBN 978-3-0343-1851-8.
- Klaus-Rüdiger Mai: Edith Stein – Geschichte einer Ankunft. Leben und Denken der Philosophin, Märtyrerin und Heiligen. Kösel, München 2022, ISBN 978-3-466-37271-3.
- Inge Moossen: Das unselige Leben der 'seligen' Edith Stein. Eine dokumentarische Biographie. Haag + Herchen, 1987, ISBN 3-89228-141-6.
- Andreas Uwe Müller, Maria Amata Neyer: Edith Stein – das Leben einer ungewöhnlichen Frau. Düsseldorf 2002.
- Teresia Renata de Spiritu Sancto (Teresia Renata Posselt): Edith Stein: Schwester Teresia Benedicta a cruce, Philosophin und Karmelitin; ein Lebensbild, gewonnen aus Erinnerungen und Briefen. Nürnberg 1950.
- Giovanni Paolo: Canonizzazione della Beata Teresa Benedetta della Croce, Edith Stein. Piazza San Pietro, Roma 1998. OCLC 67957859.[41]
- Wolfgang Rieß: Der Weg vom Ich zum Anderen. Die philosophische Begründung einer Theorie von Individuum, Gemeinschaft und Staat bei Edith Stein.
- Thomas Szanto, Dermot Moran: Edith Stein. In: The Stanford Encyclopedia of Philosophy. Metaphysics Research Lab, Stanford University, 8. Mai 2024 (stanford.edu).
- Francesco V. Tommasi: L’analogia della persona in Edith Stein. Fabrizio Serra Editore, Pisa – Roma 2012 (it.).
- Bernd Urban: Edith Stein und die Literatur. Lektüren, Rezeptionen, Wirkungen. (= Ursprünge des Philosophierens. Band 19). W. Kohlhammer, Stuttgart 2010, ISBN 978-3-17-021499-6.
- Katharina Westerhorstmann: Selbstverwirklichung und Pro-Existenz. Frausein in Arbeit und Beruf bei Edith Stein. Schöningh, Paderborn 2004, ISBN 3-506-71337-X.
- Reiner Wimmer: Vier jüdische Philosophinnen: Rosa Luxemburg, Simone Weil, Edith Stein, Hannah Arendt (= Reclam-Bibliothek. Band 1575). 2. Auflage. Reclam, Leipzig 1999, ISBN 3-379-01575-X.[42]
- Gabriele Ziegler: Edith Stein – Suchend, wachsam und entschieden. Vier-Türme-Verlag, Münsterschwarzach 2017, ISBN 978-3-89680-599-7.
- Katharina Seifert: Ich bin ja durchaus keine Heilige. Promo Verlag, Freiburg im Breisgau 2007, ISBN 978-3-923288-62-5.

### Artikel
- Jay Hetterley: Edith Stein, in: Rebecca Buxton & Lisa Whiting (Hrsg.): Philosophinnen - Von Hypatia bis Angela Davis: Herausragende Frauen der Philosophiegeschichte, mairisch Verlag 2021, ISBN 978-3-948722-03-6; Taschenbuchausgabe im Reclam Verlag 2024, ISBN 978-3-15-011459-9.
- Beat W. Imhof: Edith Steins philosophische Entwicklung, Teil 1: Leben Und Werk, (= Basler Beiträge zur Philosophie und ihrer Geschichte, Band 10), Birkhäuser, Basel 1987, ISBN 3-7643-1933-X (Dissertation Universität Basel, 344 Seiten).
- Anna Jani: Die Suche nach der modernen Metaphysik. Edith Steins Heidegger-Exzerpte, eine Kritik der Metaphysik des Daseins. In: Edith-Stein-Jahrbuch 2012. Echter Verlag, Würzburg 2012, ISBN 978-3-429-03493-1, S. 81–109.
- Anette Klecha: Engel, Lokomotiven und die Unmöglichkeit, „Frau Professor“ zu werden. Ein Blick auf die Welt der Edith Stein (1891–1942). In: Angela Dinghaus (Hrsg.): Frauenwelten. Biographisch-historische Skizzen aus Niedersachsen. Hildesheim 1993, S. 284–293.
- Gudrun Hackenberg-Treutlein: Frau bei Edith Stein (1891-1942). In: Christliche Innerlichkeit 28, 1993, S. 58–64
- Wolfdietrich von Kloeden: Edith Stein. In: Biographisch-Bibliographisches Kirchenlexikon (BBKL). Band 15, Bautz, Herzberg 1999, ISBN 3-88309-077-8, Sp. 1318–1340 ([bautz.de (Memento vom 29. Juni 2007 im Internet Archive) Artikel/Artikelanfang im Internet-Archive] am 2007-06-29).
- Rainer Marten: Edith Stein und Martin Heidegger. In: Edith Stein Jahrbuch. 2, 1996, S. 347–360. (online) (PDF; 258 kB)
- Maria Amata Neyer: Der Brief Edith Steins an Papst Pius XI. In: Edith-Stein-Jahrbuch 2004. Echter, Würzburg 2004, S. 11–30.
- Maria Amata Neyer: Heilige Schwester Teresia Benedicta a Cruce (Dr. Edith Stein). In: Helmut Moll (Hrsg.): Zeugen für Christus. Das deutsche Martyrologium des 20. Jahrhunderts. 8., erweiterte und aktualisierte  Auflage. Band 2. Paderborn 2024, ISBN 978-3-506-79130-6, S. 1078–1083 (hrsg. im Auftrag der Deutschen Bischofskonferenz).
- Elisabeth Prégardier, Anne Mohr, unter Mitarbeit von Roswitha Weinhold: Edith Stein und ihre Gefährtinnen: Weg in Tod und Auferstehung (= Zeugen der Zeitgeschichte. Band 5). 2. Auflage. Annweiler 1998.
- Konrad Repgen: Hitlers „Machtergreifung“, die christlichen Kirchen, die Judenfrage und Edith Steins Eingabe an Pius XI. vom [9.] April 1933. In: Edith-Stein-Jahrbuch 2004. Echter, Würzburg 2004, S. 31–64.
- Johannes Schaber: Phänomenologie und Mönchtum. Max Scheler, Martin Heidegger, Edith Stein und die Erzabtei Beuron. In: Holger Zaborowski, Stephan Loos (Hrsg.): Leben, Tod und Entscheidung. Studien zur Geistesgeschichte der Weimarer Republik. (= Beiträge zur Politischen Wissenschaft. Band 127). Duncker & Humblot, Berlin 2003, S. 71–100.
- Giorgia Sogos Wiquel: L’incontro di due anime nella figura di Edith Stein. In Toscana Ebraica. Bimestrale di notizie e cultura ebraica, Nova Arti Grafiche, März–Juni, Florenz 2022. ISSN 2612-0895 (Papierausgabe), ISSN 2784-854X (digitale Ausgabe), italienisch.
- Katharina Westerhorstmann: „In den Flammen der Liebe entbrennen…“ Mystik bei Edith Stein. In: A. Middelbeck-Varwick, M. Thurau (Hrsg.): Mystikerinnen der Neuzeit und der Gegenwart. Peter Lang, Frankfurt 2009, S. 109–139.
- Hanna-Barbara Gerl-Falkovitz: Stein, Edith. In: Neue Deutsche Biographie (NDB). Band 25, Duncker & Humblot, Berlin 2013, ISBN 978-3-428-11206-7, S. 142 (Digitalisat).